# RABEPK
RABEPK (англ. Rab9 effector protein with kelch motifs) – білок, який кодується однойменним геном, розташованим у людей на короткому плечі 9-ї хромосоми. Довжина поліпептидного ланцюга білка становить 372 амінокислот, а молекулярна маса — 40 565.
| 10         |  | 20         |  | 30         |  | 40         |  | 50         |
| ---------- |  | ---------- |  | ---------- |  | ---------- |  | ---------- |
| MKQLPVLEPG |  | DKPRKATWYT |  | LTVPGDSPCA |  | RVGHSCSYLP |  | PVGNAKRGKV |
| FIVGGANPNR |  | SFSDVHTMDL |  | GKHQWDLDTC |  | KGLLPRYEHA |  | SFIPSCTPDR |
| IWVFGGANQS |  | GNRNCLQVLN |  | PETRTWTTPE |  | VTSPPPSPRT |  | FHTSSAAIGN |
| QLYVFGGGER |  | GAQPVQDTKL |  | HVFDANTLTW |  | SQPETLGNPP |  | SPRHGHVMVA |
| AGTKLFIHGG |  | LAGDRFYDDL |  | HCIDISDMKW |  | QKLNPTGAAP |  | AGCAAHSAVA |
| MGKHVYIFGG |  | MTPAGALDTM |  | YQYHTEEQHW |  | TLLKFDTLLP |  | PGRLDHSMCI |
| IPWPVTCASE |  | KEDSNSLTLN |  | HEAEKEDSAD |  | KVMSHSGDSH |  | EESQTATLLC |
| LVFGGMNTEG |  | EIYDDCIVTV |  | VD         |  |            |  |            |

A: Аланін

C: Цистеїн

D: Аспарагінова кислота

E: Глутамінова кислота

F: Фенілаланін

G: Гліцин

H: Гістидин

I: Ізолейцин

K: Лізин

L: Лейцин

M: Метіонін

N: Аспарагін

P: Пролін

Q: Глутамін

R: Аргінін

S: Серин

T: Треонін

V: Валін

W: Триптофан

Кодований геном білок за функцією належить до фосфопротеїнів. 
Задіяний у такому біологічному процесі, як альтернативний сплайсинг. 
Локалізований у цитоплазмі, мембрані, ендосомах.